# Güldner
Güldner war ein Hersteller von Dieselmotoren und Traktoren. Das Unternehmen wurde 1904 in München gegründet und zog 1906 nach Aschaffenburg. 

## Geschichte

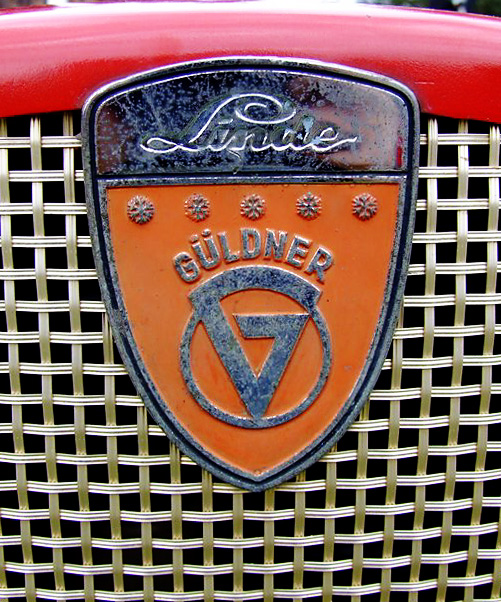
Linde-Güldner Logo

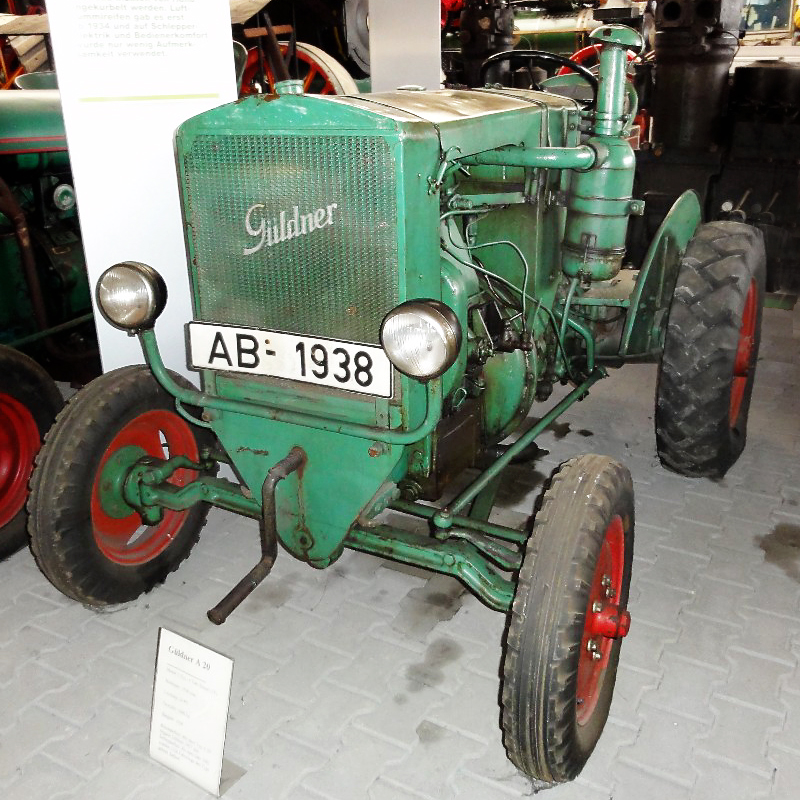
Güldner A20 (1938)

Gegründet wurde das Unternehmen 1904 von Hugo Güldner, Carl von Linde und Georg von Krauß in München als Güldner-Motoren-Gesellschaft als GmbH.
Bereits 1906 wurden die Werke nach Aschaffenburg verlegt. Erste Versuche, einen Traktor zu bauen, fanden 1925 statt. Das Projekt war aber erfolglos. Technische Daten dazu sind heute nicht mehr vorhanden.
1925 bis 1926 wurde ein Motorrad (mit 498-cm³-Motor, ähnlich der zeitgenössischen Norton) hergestellt.
1929 wurde Güldner vollständig von Lindes Eismaschinen übernommen. Der nächste Versuch, in den Traktorenbau einzusteigen, erfolgte 1936 mit der Entwicklung eines 20 PS-Schleppers. Gefertigt wurde der Traktor bei Deuliewag in Berlin. Durch den Schell-Plan war auch politisch eine Zusammenarbeit der beiden Unternehmen vorgesehen. So wurde ab 1942 der von Güldner entwickelte Holzgasschlepper AZ 25 bei beiden Unternehmen gebaut. 1949 wurde eine neue Baureihe vorgestellt, die zwischen 16 und 30 PS starke Traktoren umfasste. Der Geräteträger Multitrak erschien 1954, er entstand in Zusammenarbeit mit Fahr und Ritscher. 1958 vereinbarte Güldner mit der Maschinenfabrik Fahr in Gottmadingen, bei der Produktion von Traktoren zusammenzuarbeiten. Ein Jahr später wurde die von beiden Herstellern gefertigte Europa-Baureihe vorgestellt. Nach Ende der Kooperation mit Fahr, 1962, stellte Güldner die neue G-Baureihe vor. Verschiedene Motoren wurden eingebaut, zumindest überwiegend aus der neuen Baureihe L71/79, darunter der leistungsstarke 6 L 79-Motor, der die Schlepper G60 und G75 antrieb. Viele Modelle der G-Baureihe waren mit Allradantrieb erhältlich. 1969 wurde sowohl die Produktion von Traktoren als auch die Motorenproduktion eingestellt. Bis dahin waren in Aschaffenburg rund 100.000 Traktoren gefertigt worden.
Der Bereich Flurförderzeuge blieb bei Linde, das Ersatzteilgeschäft wurde an den Wettbewerber Deutz verkauft. 1991 wurde der Handelsname Güldner aus dem Handelsregister gestrichen.

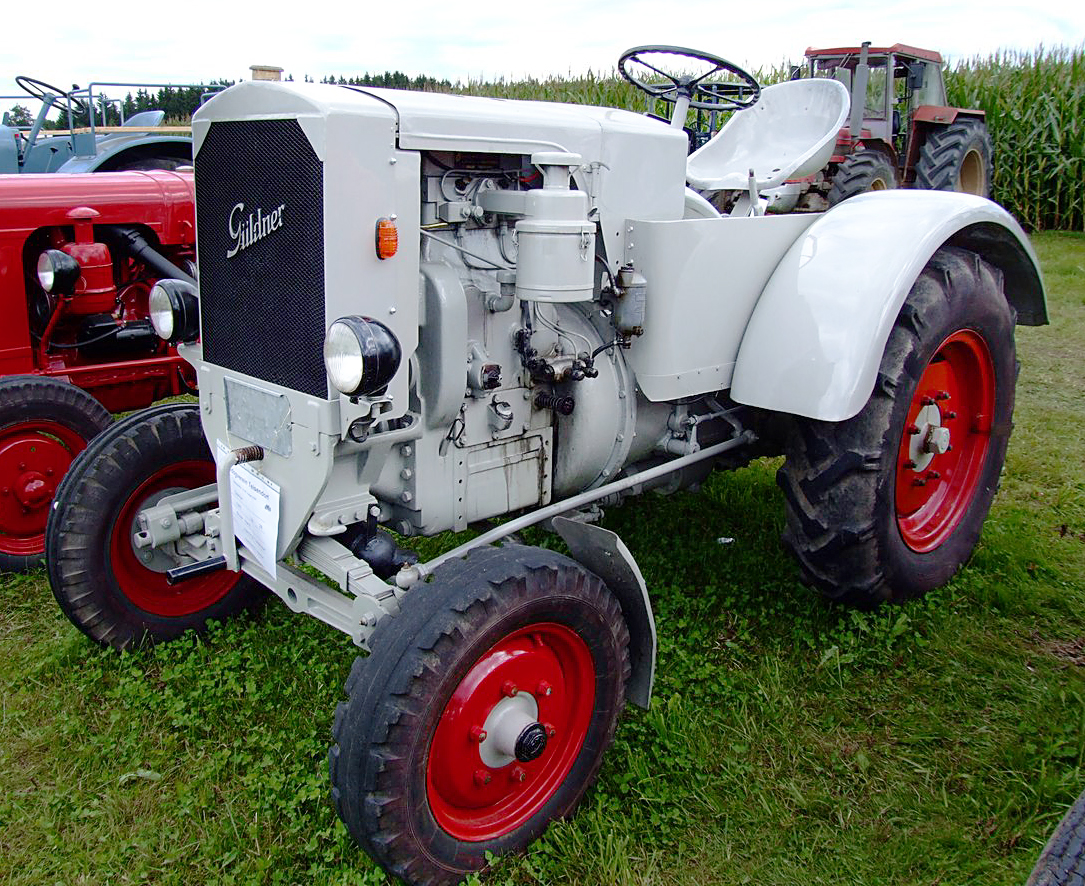
Güldner A28 (1948)

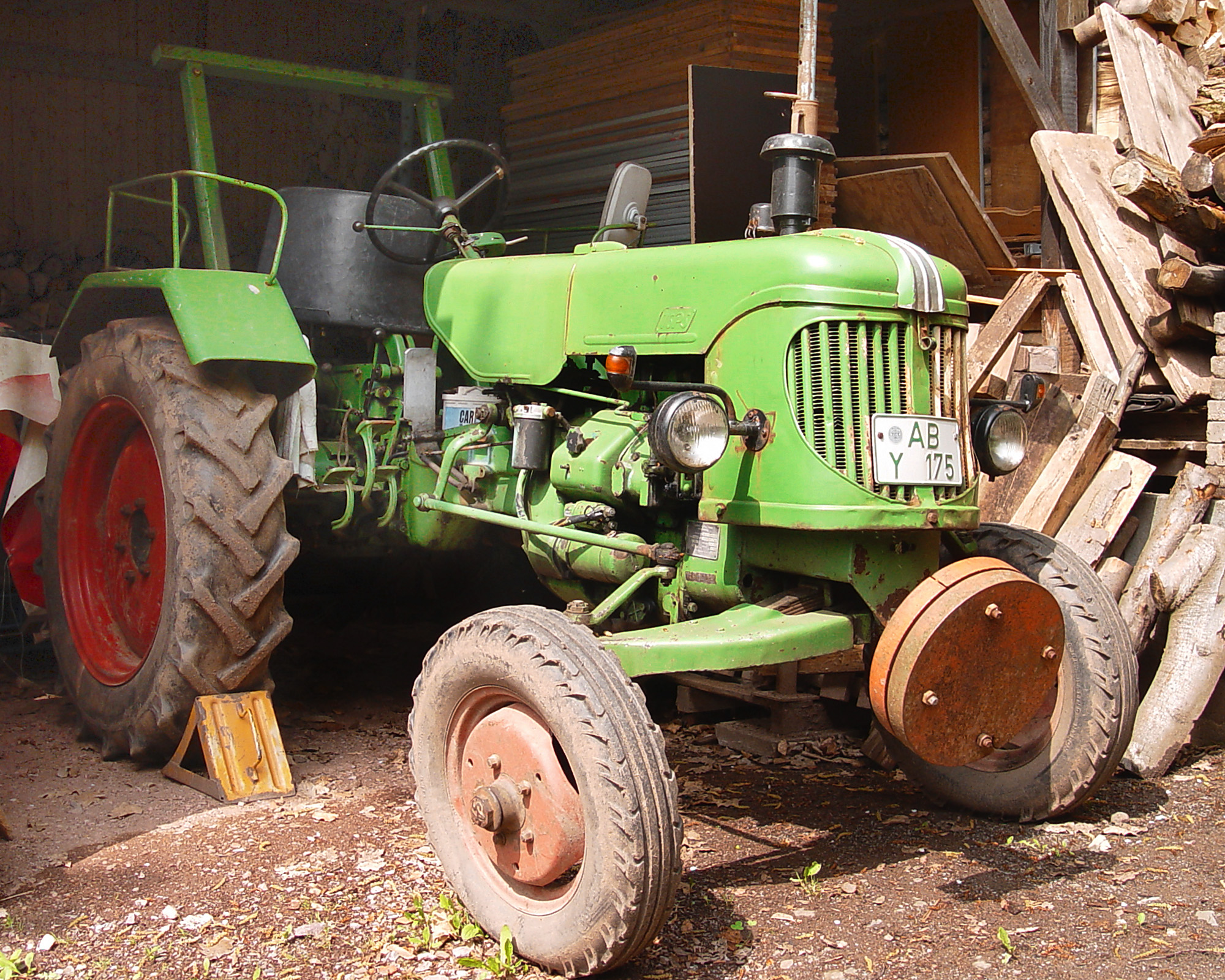
Güldner ADN10 (1957)

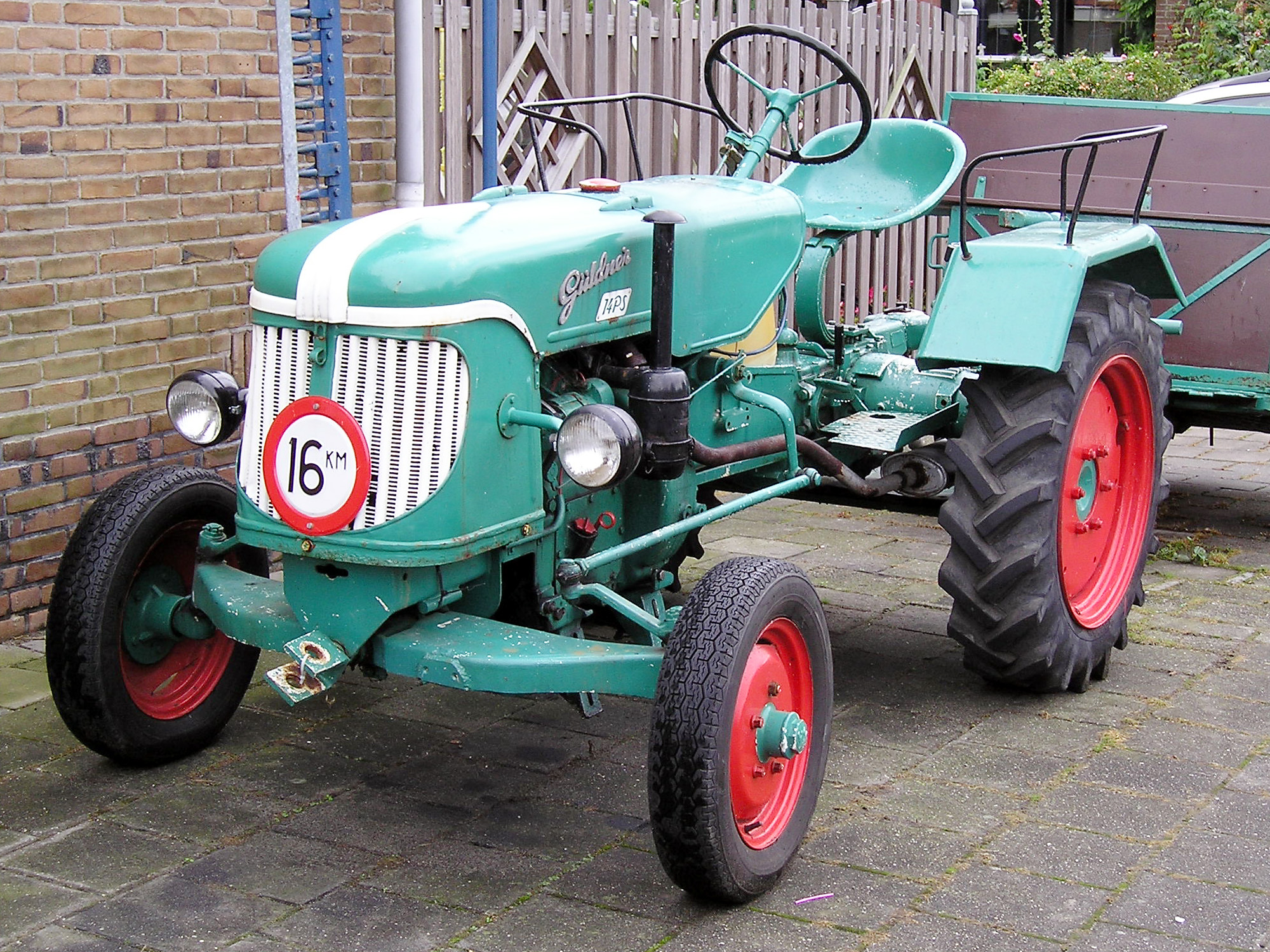
Güldner ADK

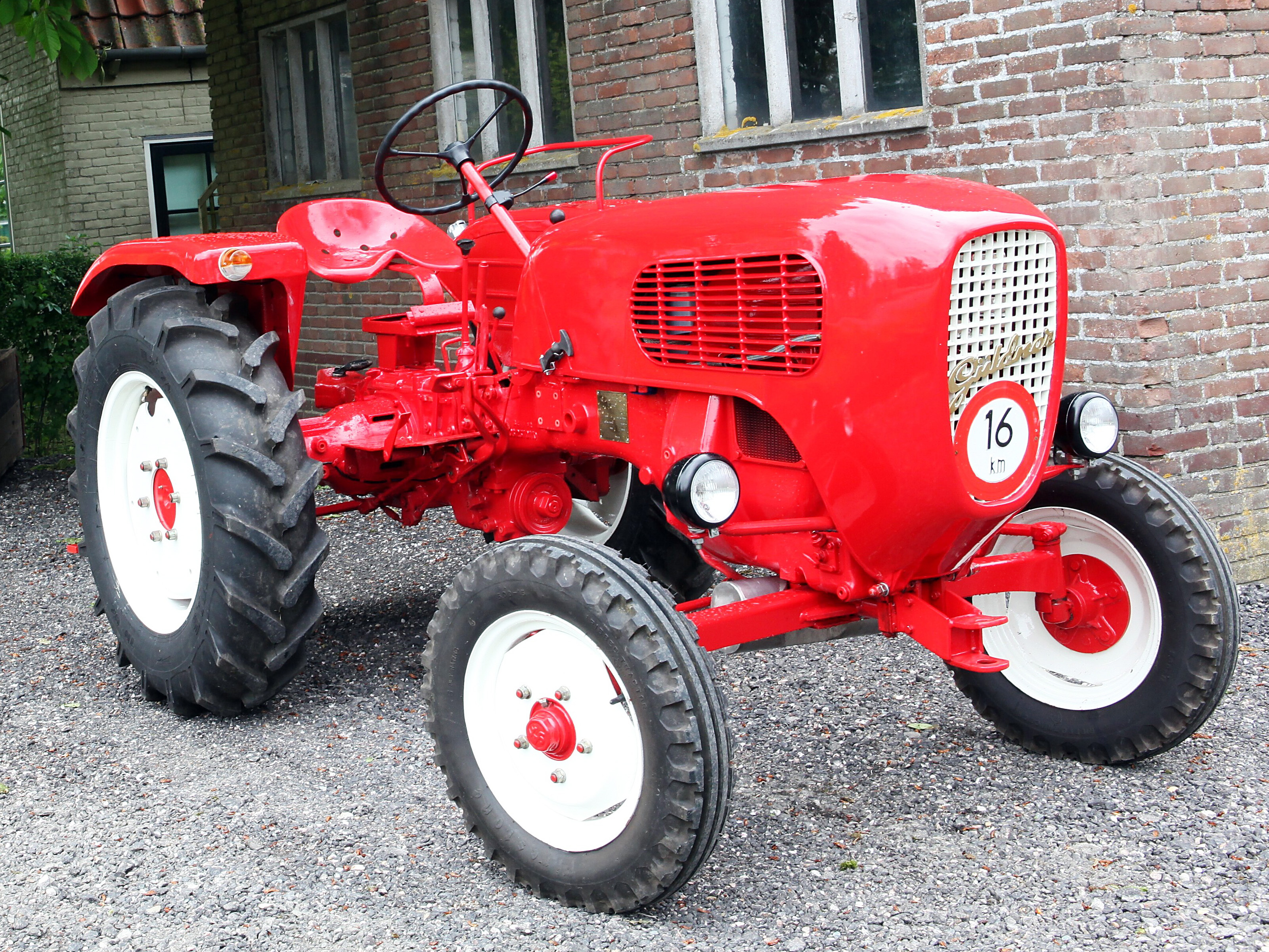
Güldner A2KS Spessart

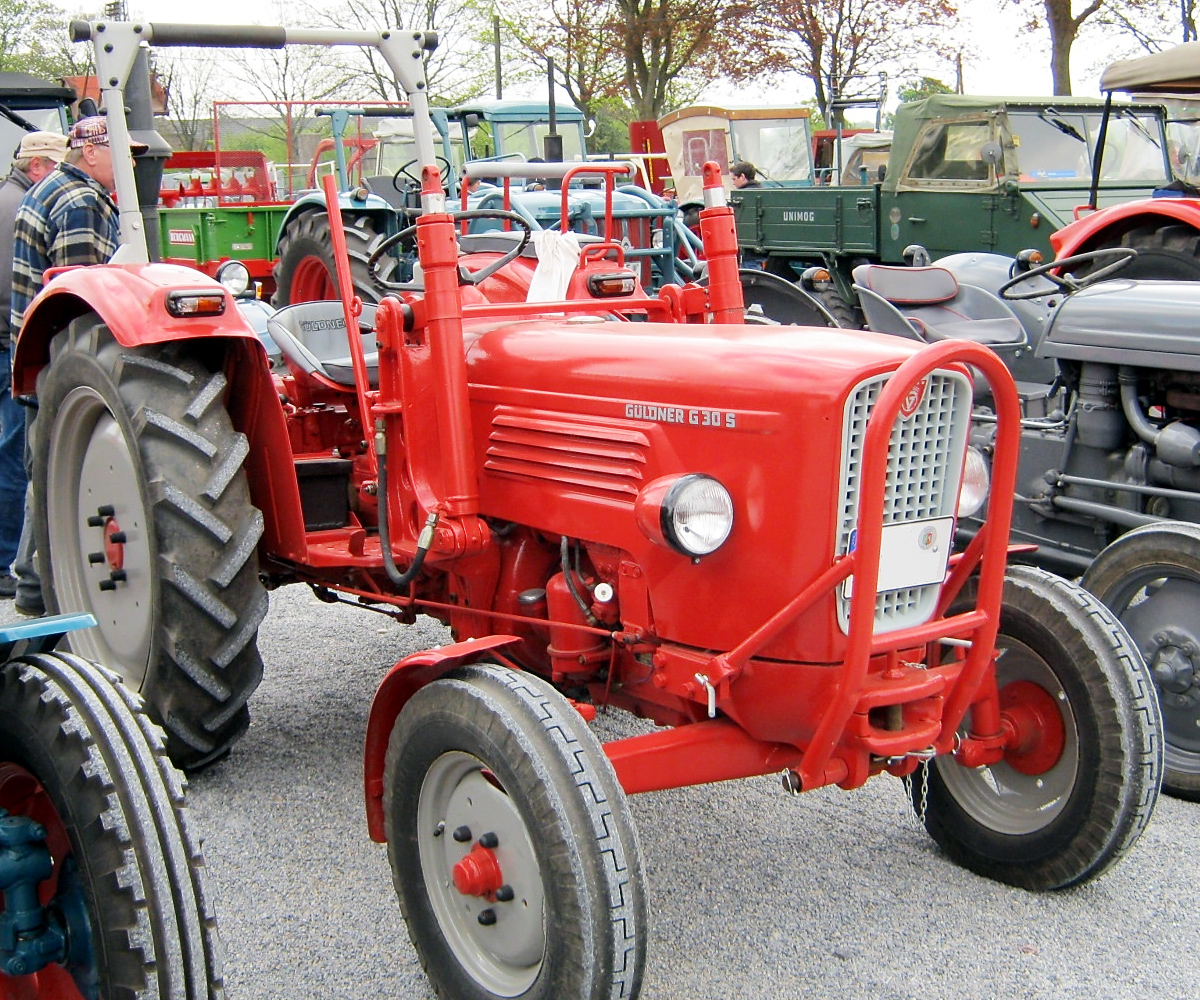
Güldner G30 mit Schnellgang, Frontbügel und Frontladerkonsole

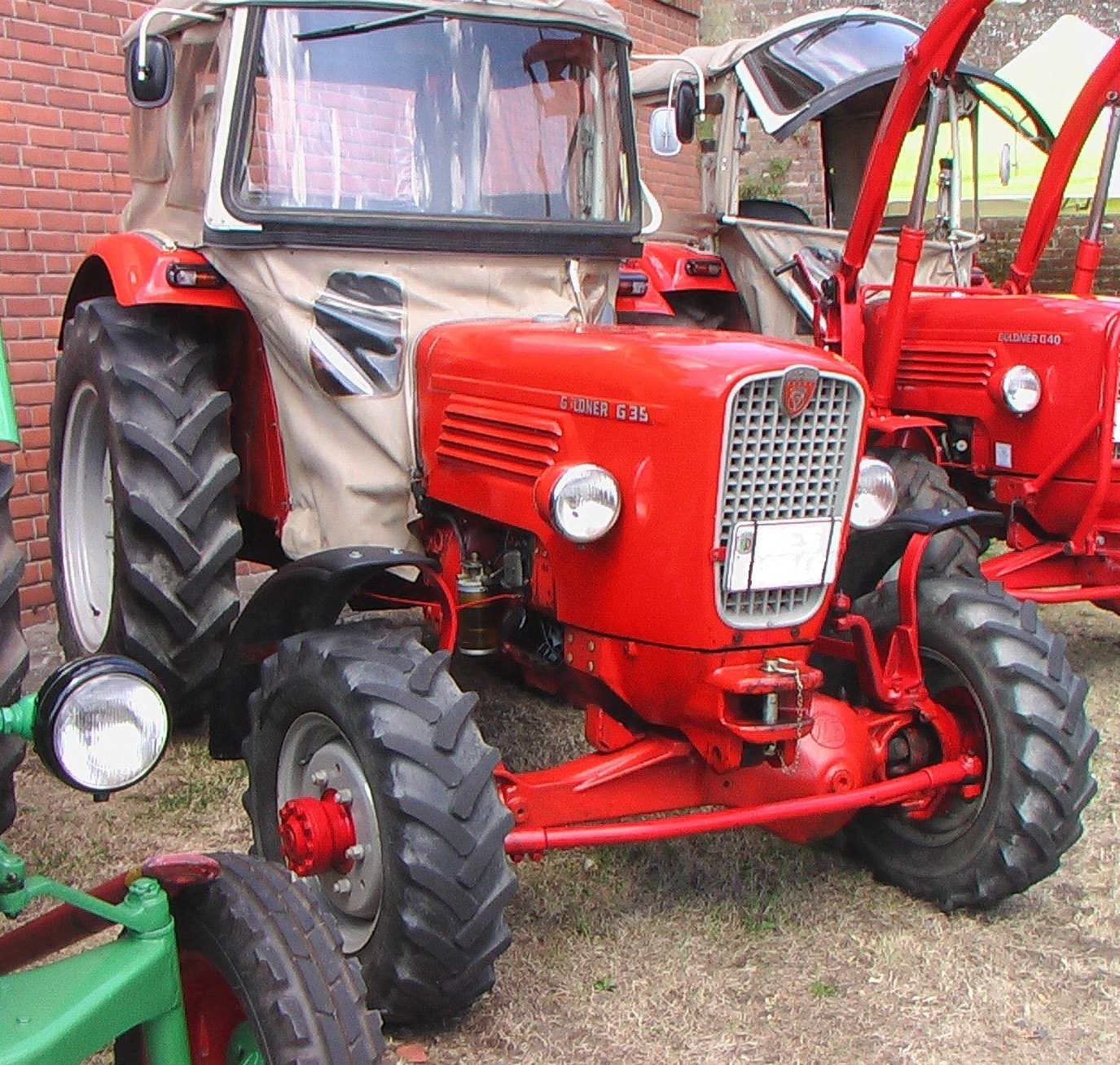
Güldner G35A

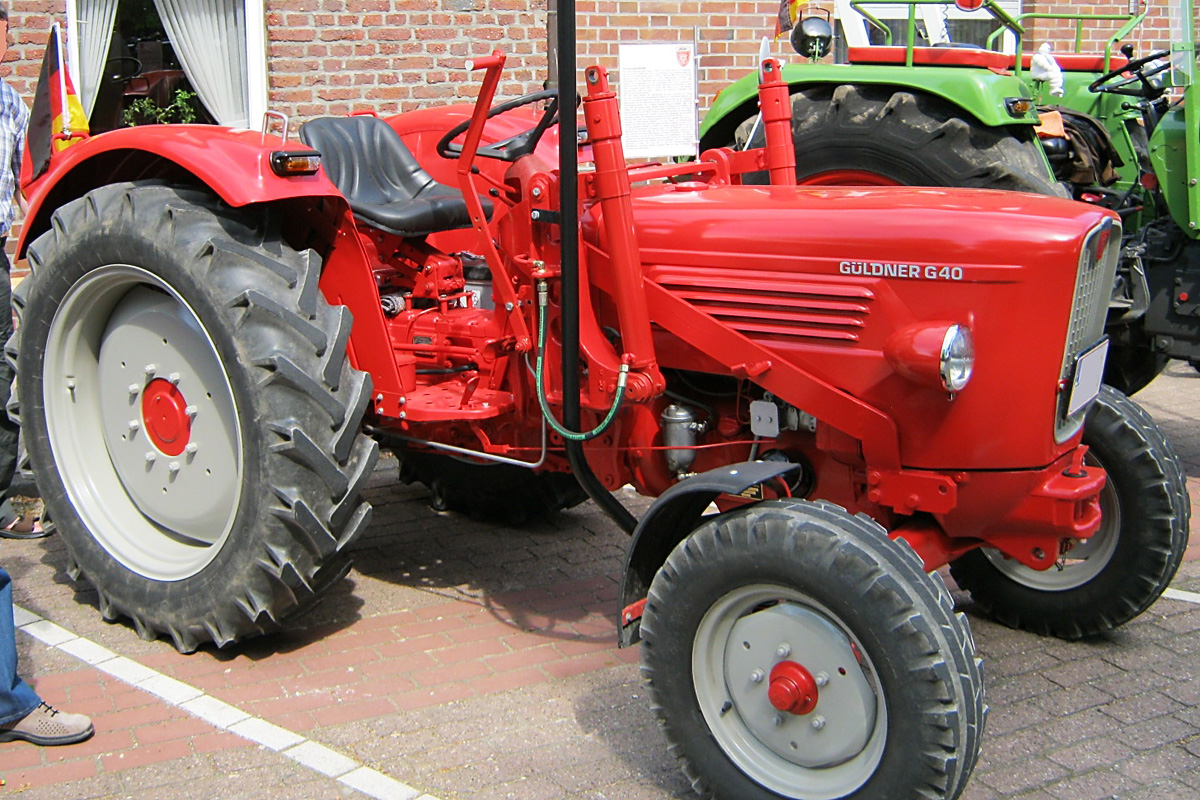
Güldner G40

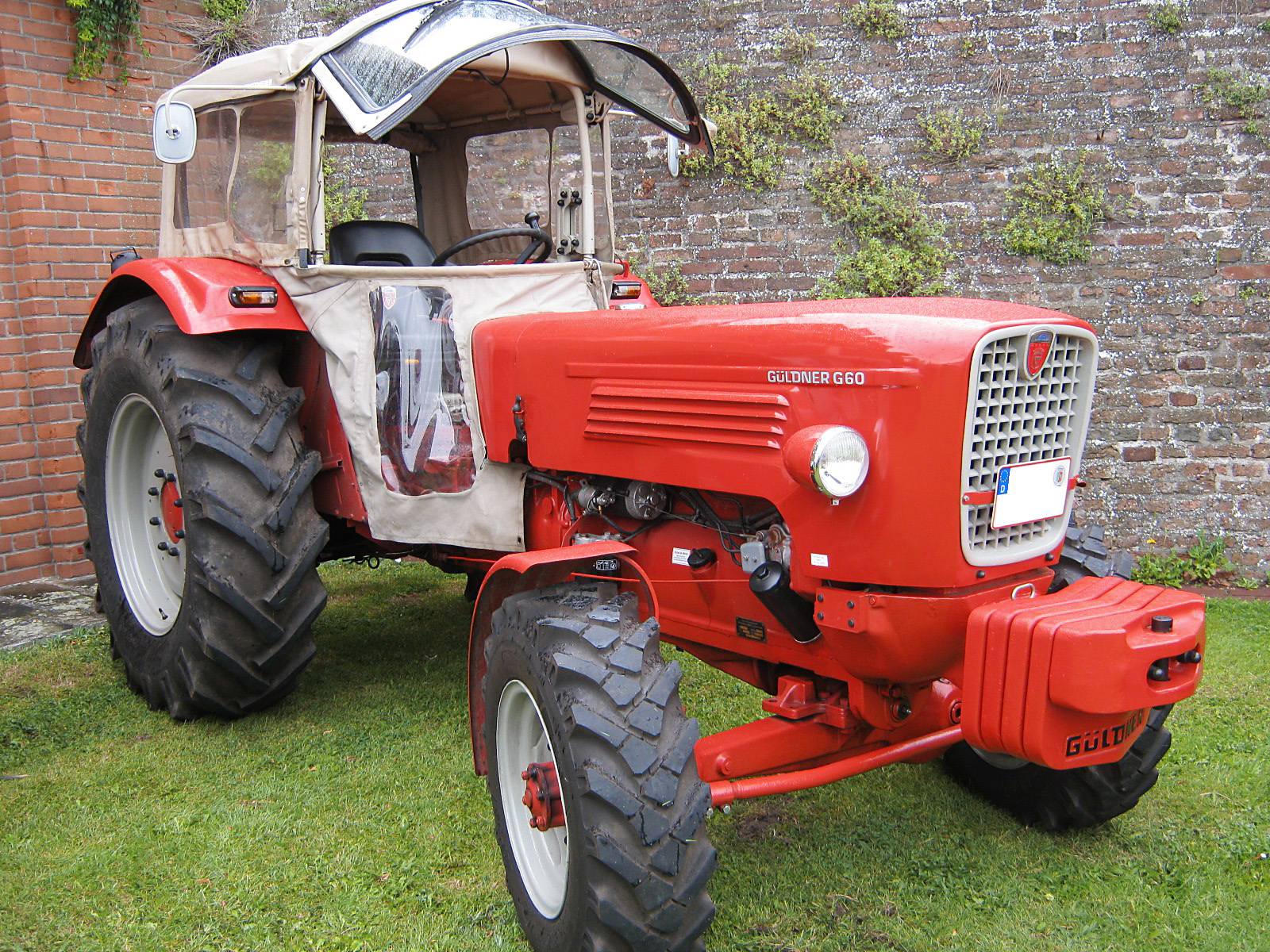
Güldner G60

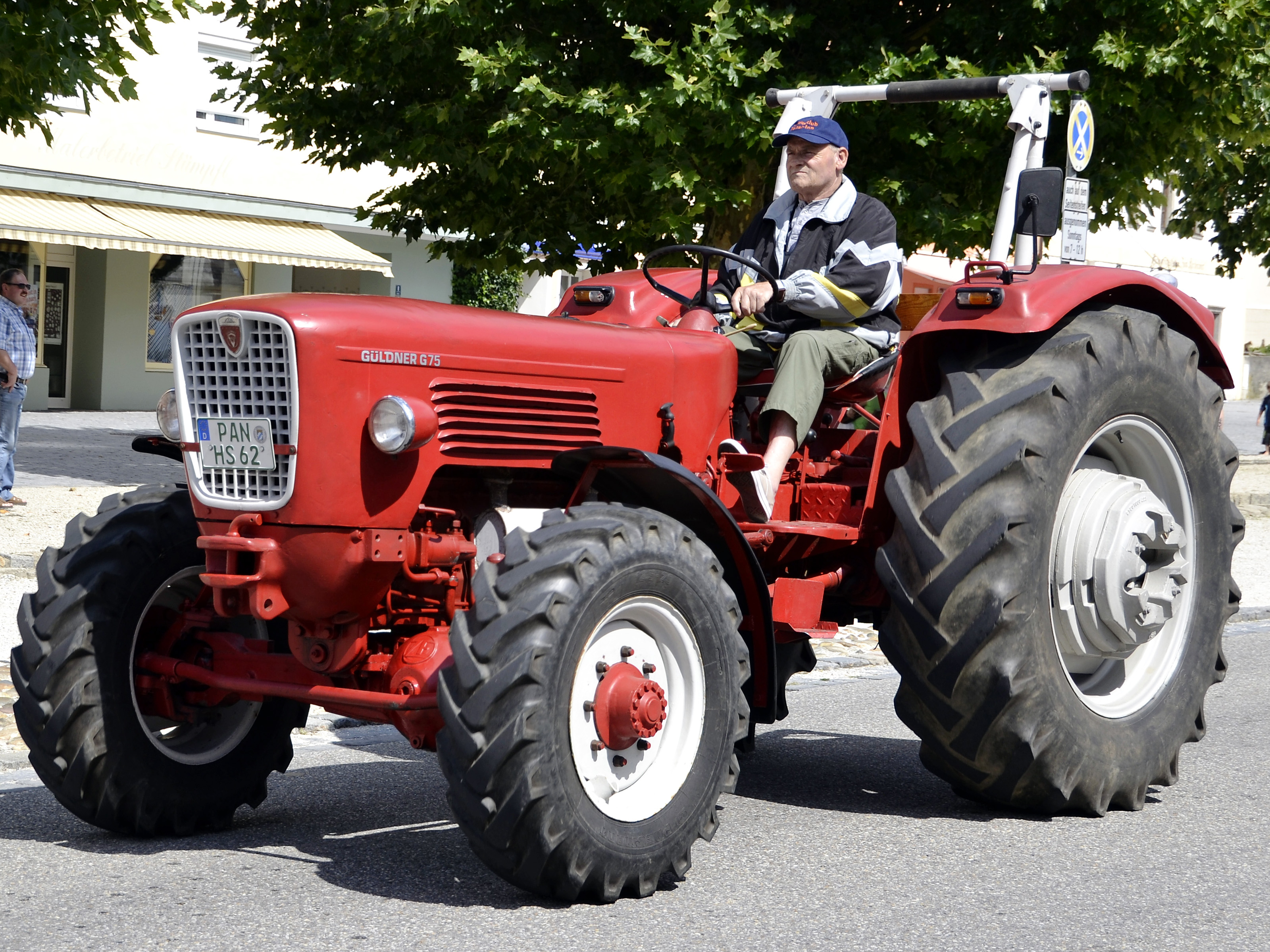
Güldner G75

### Produkte

#### Motoren
Ursprünglich stellten die Güldner-Werke Motoren mit einer Leistung von 60 bis 600 PS her; später verlegte man sich auf den Bau von Kleindieselmotoren. In der frühen Zeit nach dem Zweiten Weltkrieg waren erklärtermaßen Zweizylindermotoren die Spezialität des Hauses, ca. 1960 kam eine 1- bis 6-Zylinder-Motorenbaureihe (L71, später L79) hinzu. In Spanien bei Diter gab es eine Lizenzfertigung des 1-Zylinder-Motors LKA (dort weiterentwickelt zum LKB), diese bestand nach dem Ende des Unternehmens Güldner noch einige Jahre fort.
1955 stellte Güldner hydrostatische Elemente als technische Neuerung vor. Diese Erfindung trug später maßgeblich zum Erfolg der Linde-Stapler bei. Mit diesen Elementen wurden schon seit dem Ende der 1950er Jahre Flurförderzeuge unter dem Markennamen Hydrocar produziert.

#### Traktoren
Zwischen 1935 und 1969 bot das Unternehmen Güldner folgende Traktorentypen an. Bei verschiedenen Modellen gleicher Bauzeit und Leistung handelt es sich um verschiedene Motoren, ein Modell mit Wasserkühlung und eines mit Luftkühlung. Die Traktoren wurden beim Unternehmen Linde in Aschaffenburg gebaut. Daher tragen sie den Namen Linde-Güldner.
| Typ               | Leistung (PS) | erstes Baujahr | Besonderheiten                                |
| ----------------- | ------------- | -------------- | --------------------------------------------- |
| T 40              | 40            | 1935           | Prototyp                                      |
| A 20              | 20            | 1937           |                                               |
| A 30              | 30            | 1941           | Versuchsexemplar                              |
| AZ 25             | 25            | 1941           | Holzgasschlepper                              |
| A 28              | 28            | 1946           |                                               |
| AF 30             | 30            | 1948           |                                               |
| A 15              | 15/16         | 1949           |                                               |
| AF 15             | 15/16         | 1949           |                                               |
| AF 20             | 20/22         | 1951           |                                               |
| AF 30 P           | 30            | 1951           |                                               |
| ADA               | 22            | 1952           |                                               |
| AFN               | 35            | 1952           |                                               |
| AZK               | 12/14         | 1953           |                                               |
| ADN               | 15/16         | 1953           |                                               |
| AFS               | 28            | 1953           |                                               |
| ALD               | 17            | 1954           |                                               |
| ADS               | 18            | 1954           |                                               |
| ABN               | 25            | 1954           |                                               |
| Multitrak         | 17            | 1955           | Ritscher Geräteträger                         |
| ALK               | 12            | 1955           |                                               |
| ABS               | 22            | 1955           |                                               |
| ALB               | 22            | 1955           |                                               |
| AXA 1 Sprinter    | 11            | 1956           | Baugleich mit Fahr D 66                       |
| AK Spessart       | 13            | 1956           | Baugleich mit Fahr D 88                       |
| A 3 P             | 32            | 1957           | Perkins-Motor                                 |
| ADK               | 16            | 1958           |                                               |
| ADN               | 15            | 1958           |                                               |
| ABS               | 22            | 1958           |                                               |
| AB                | 25            | 1958           |                                               |
| ABL               | 25            | 1958           |                                               |
| A 2 KS Spessart   | 15            | 1958           | Baugleich mit Fahr D 88 E                     |
| A 2 D Tessin      | 20            | 1959           | Baugleich mit Fahr D 131 W                    |
| A 2 DL Tessin     | 20            | 1959           | Baugleich mit Fahr D 131 L                    |
| A 2 L             | 20            | 1959           |                                               |
| A 2 W             | 20            | 1959           |                                               |
| A 2 B             | 25            | 1959           |                                               |
| A 2 BL            | 25            | 1959           |                                               |
| A 3 K Burgund     | 25            | 1959           | Baugleich mit Fahr D 133 N                    |
| A 3 KT Burgund    | 25            | 1959           | Baugleich mit Fahr D 133 T                    |
| A 4 M Toledo      | 34            | 1959           | Baugleich mit Fahr D 177 S, Mercedes-Motor    |
| V 2 K             | 15            | 1960           | Allradantrieb, Prototyp                       |
| A 2 L Tessin      | 20            | 1960           | Baugleich mit dem Fahr D 132 L (Europa-Reihe) |
| A 2 W Tessin      | 20            | 1960           | Baugleich mit dem Fahr D 132 W (Europa-Reihe) |
| A 3 KA Burgund    | 25            | 1962           |                                               |
| A 3 KTA Burgund T | 25            | 1962           |                                               |
| Toledo / G 40     | 36            | 1962           |                                               |
| Gotland / G 50    | 48            | 1962           |                                               |
| Burgund / G 25    | 24            | 1963           |                                               |
| G 30              | 32            | 1963           |                                               |
| G 40              | 38            | 1963           | auch mit Allradantrieb / Schnellläufer        |
| G 50              | 50            | 1963           | auch mit Allradantrieb / Schnellläufer        |
| G 15 Spessart     | 15            | 1965           |                                               |
| G 45              | 45            | 1965           | auch mit Allradantrieb / Schnellläufer        |
| G 75              | 70            | 1965           | auch mit Allradantrieb                        |
| G 35              | 35            | 1967           | auch mit Allradantrieb                        |
| G 60              | 60            | 1968           | auch mit Allradantrieb                        |

## Trivia
Alle zwei Jahre findet in Dammbach im Spessart ein privates „Güldnertreffen“ mit historischen Traktoren statt.